# Tetrapulmonata
Tetrapulmonata è un clade di aracnidi non categorizzato nella tassonomia. È composto dagli ordini esistenti di Thelyphonida (scorpioni a frusta), Schizomida (scorpioni a frusta dalla coda corta), Amblypygi (scorpioni a frusta senza coda) e Araneae (ragni). È l'unico gruppo sovra-ordinario di aracnidi che è fortemente supportato negli studi filogenetici molecolari. In questo gruppo sono presenti anche due ordini estinti, Haptopoda e Uraraneida. Nel 2016 e nel 2018, due nuovi aracnidi fossili, Idmonarachne e Chimerarachne, sono stati inclusi in Tetrapulmonata, sebbene non siano stati assegnati a nessun ordine.

## Etimologia
Tetrapulmonata riceve il suo nome dalla presenza di polmoni a libro appaiati che occupano il secondo e il terzo segmento opistosomico, sebbene la coppia posteriore sia assente in Schizomida e nella maggior parte dei ragni araneomorfi. I precedenti sinonimi di questo lignaggio sono stati rifiutati; "Caulogastra , 1893" si riferisce al pedicello, che è simplesiomorfico per il lignaggio e convergente con Solifugae, e "Arachnidea Van der Hammen, 1977" è facilmente confuso con Arachnida. Il clade viene indicato come Pantetrapulmonata quando gli aracnidi estinti trigonotarbide vengono inclusi.
Il nome "Pulmonata" è stato usato per questo gruppo fino al 2000, nel primo paragrafo di un articolo in Journal of Paleontology, ma ciò crea un'ambiguità perché Pulmonata è un gruppo di gasteropodi.

## Caratteristiche
Oltre alle due coppie di polmoni a libro, altre sinapomorfie di Tetrapulmonata comprendono una grande faringe postcerebrale (ridotta in Uropygi), endosternite prosomica con quattro componenti segmentali, cheliceri subchelati, un'articolazione coxotrocanterica complessa nelle gambe ambulanti, un muscolo depressore pretarsale che si alza formando una rotula (convergente con Dromopoda, persa in Amblypygi), un pedicello formato, in parte, da elementi ventrale del secondo segmento opistomiale e un spermatozoo axoneme con una disposizione di 9+3 microtubuli.

## Filogenesi
Un cladogramma pubblicato nel 2014 divide Tetrapulmonata in due cladi, Schizotarsata e Serikodiastida. Gli Schizotarsata hanno le zampe ambulanti II-IV con il tarso con uno schema specifico di tre sottosegmenti (tarsomeres). I Serikodiastida (in greco significa "lavoratori della seta") condividono la capacità di produrre e utilizzare la seta. Il sister clade di Tetrapulmonata è l'ordine estinto di Trigonotarbida; insieme formano un clade che è stato chiamato "Pantetrapulmonata".
| uropygids | \| \| Thelyphonida \| \| \| \| \| \| Schizomida \| \| \| \| |
|           | \| \| Thelyphonida \| \| \| \| \| \| Schizomida \| \| \| \| |
|           | Amblypygi                                                   |
|           |                                                             |
|           | Thelyphonida                                                |
|           |                                                             |
|           | Schizomida                                                  |
|           |                                                             |

|  | Thelyphonida |
|  |              |
|  | Schizomida   |
|  |              |

| uropygids | \| \| Thelyphonida \| \| \| \| \| \| Schizomida \| \| \| \| |
|           | \| \| Thelyphonida \| \| \| \| \| \| Schizomida \| \| \| \| |
|           | Amblypygi                                                   |
|           |                                                             |
|           | Thelyphonida                                                |
|           |                                                             |
|           | Schizomida                                                  |
|           |                                                             |

|  | Thelyphonida |
|  |              |
|  | Schizomida   |
|  |              |

|  | †Uraraneida |
|  |             |
|  | Araneae     |
|  |             |

| uropygids | \| \| Thelyphonida \| \| \| \| \| \| Schizomida \| \| \| \| |
|           | \| \| Thelyphonida \| \| \| \| \| \| Schizomida \| \| \| \| |
|           | Amblypygi                                                   |
|           |                                                             |
|           | Thelyphonida                                                |
|           |                                                             |
|           | Schizomida                                                  |
|           |                                                             |

|  | Thelyphonida |
|  |              |
|  | Schizomida   |
|  |              |

| uropygids | \| \| Thelyphonida \| \| \| \| \| \| Schizomida \| \| \| \| |
|           | \| \| Thelyphonida \| \| \| \| \| \| Schizomida \| \| \| \| |
|           | Amblypygi                                                   |
|           |                                                             |
|           | Thelyphonida                                                |
|           |                                                             |
|           | Schizomida                                                  |
|           |                                                             |

|  | Thelyphonida |
|  |              |
|  | Schizomida   |
|  |              |

|  | †Uraraneida |
|  |             |
|  | Araneae     |
|  |             |

| uropygids | \| \| Thelyphonida \| \| \| \| \| \| Schizomida \| \| \| \| |
|           | \| \| Thelyphonida \| \| \| \| \| \| Schizomida \| \| \| \| |
|           | Amblypygi                                                   |
|           |                                                             |
|           | Thelyphonida                                                |
|           |                                                             |
|           | Schizomida                                                  |
|           |                                                             |

|  | Thelyphonida |
|  |              |
|  | Schizomida   |
|  |              |

| uropygids | \| \| Thelyphonida \| \| \| \| \| \| Schizomida \| \| \| \| |
|           | \| \| Thelyphonida \| \| \| \| \| \| Schizomida \| \| \| \| |
|           | Amblypygi                                                   |
|           |                                                             |
|           | Thelyphonida                                                |
|           |                                                             |
|           | Schizomida                                                  |
|           |                                                             |

|  | Thelyphonida |
|  |              |
|  | Schizomida   |
|  |              |

|  | †Uraraneida |
|  |             |
|  | Araneae     |
|  |             |

| uropygids | \| \| Thelyphonida \| \| \| \| \| \| Schizomida \| \| \| \| |
|           | \| \| Thelyphonida \| \| \| \| \| \| Schizomida \| \| \| \| |
|           | Amblypygi                                                   |
|           |                                                             |
|           | Thelyphonida                                                |
|           |                                                             |
|           | Schizomida                                                  |
|           |                                                             |

|  | Thelyphonida |
|  |              |
|  | Schizomida   |
|  |              |

| uropygids | \| \| Thelyphonida \| \| \| \| \| \| Schizomida \| \| \| \| |
|           | \| \| Thelyphonida \| \| \| \| \| \| Schizomida \| \| \| \| |
|           | Amblypygi                                                   |
|           |                                                             |
|           | Thelyphonida                                                |
|           |                                                             |
|           | Schizomida                                                  |
|           |                                                             |

|  | Thelyphonida |
|  |              |
|  | Schizomida   |
|  |              |

|  | †Uraraneida |
|  |             |
|  | Araneae     |
|  |             |

Nel 2016, un aracnide fossile dell'età tardo-carbonifera (Pennsylvaniano) è stato descritto come un nuovo genere, Idmonarachne. Sulla base della sua morfologia generale, è stato considerato appartenente a Serikodiastida, anche se la presenza di zipoli produttori di seta non è stata dimostrata. Come gli uraraneidi, mancava di filiere, ma mancava anche di un flagello, simile ai ragni. Un cladogramma basato sulla morfologia, colloca Idmonarachne tra Uraraneidae e i ragni:
|  | † Uraraneida                                               |
|  |                                                            |
|  | \| \| † Idmonarachne \| \| \| \| \| \| Araneae \| \| \| \| |
|  |                                                            |
|  | † Idmonarachne                                             |
|  |                                                            |
|  | Araneae                                                    |
|  |                                                            |

|  | † Idmonarachne |
|  |                |
|  | Araneae        |
|  |                |

Il tardo Carbonifero sembra essere stato il tempo in cui c'era una maggiore diversità di aracnidi tetrapolmonati.